# Święto katedry św. Piotra
Święto katedry św. Piotra, zwane od IV wieku jako łac. Natale Petri de cathedra – święto liturgiczne obchodzone 22 lutego w Kościele rzymskokatolickim. To święto, w czasie którego katolicy wspominają z czcią tron św. Piotra Apostoła uznawanego za pierwszego papieża. Święto to przypomina, że Stolica Piotrowa jest podstawą jedności Kościoła.
W 1558 roku papież Paweł IV ustalił 18 stycznia, jako pamiątkę wstąpienia na tron rzymski św. Piotra, a 22 lutego na obchód święta objęcia stolicy w Antiochii. Oba święta obchodzone początkowo w Rzymie, Paweł IV rozszerzył obowiązkowo na cały Kościół łaciński.
Do roku 1962 Kościół obchodził oba święta. Po reformie Jana XXIII zostały one połączone w jedno, pod brzmieniem ogólnym: święto „Katedry św. Piotra”.
Katedra to uroczyste krzesło, na którym zasiada biskup. Od nazwy tego krzesła kościół biskupi, czyli najważniejszy i pierwszy kościół w każdej diecezji nazywa się również katedrą. Krzesło biskupa jest znakiem jego urzędu nauczyciela, arcykapłana i pasterza. Szczególne miejsce zajmuje katedra św. Piotra znajdująca się w bazylice św. Piotra na Watykanie.
Za głównym ołtarzem, w apsydzie, jest tron (katedra), na którym miał zasiadać św. Piotr. Do V wieku znajdował się on w zbudowanym przez św. Damazego baptysterium bazyliki św. Piotra. Relikwia składa się jedynie z wielu kawałków drewna, spojonych bogato zdobionymi płytami z kości słoniowej. Katedra ta stała się symbolem władzy zwierzchniej w Kościele Chrystusa tak w osobie świętego Piotra, jak również jego następców. Święto jest więc z jednej strony aktem wdzięczności Rzymian za wyróżnienie ich miasta, z drugiej zaś strony jest okazją dla wiernych Kościoła do okazania wyrazu hołdu następcom św. Piotra.
Za nawiedzenie kościoła katedralnego i pobożne odmówienie tam Ojcze nasz i Wierzę można w tym dniu uzyskać odpust zupełny pod zwykłymi warunkami.